# Rua Augusta
Die Rua Augusta ist eine Straße im Zentrum der portugiesischen Hauptstadt Lissabon. Sie führt von der Praça do Comércio etwa 550 Meter in nördlicher Richtung zur Praça de D. Pedro IV (Rossio). 

## Geschichte
Die Rua Augusta ist die zentrale Achse der nach dem Erdbeben von 1755 nach Plänen von Eugénio dos Santos und Carlos Mardel wieder aufgebauten Baixa Pombalina. Sie erhielt per Dekret vom 5. November 1760 den Namen Augusta. Mit diesem Dekret wurden in der Straße auch Zonen für Händler der verschiedenen Handelswaren festgelegt.
1873 erhielt die Straße an der Mündung auf die Praça do Comércio mit dem Arco da Rua Augusta ihren monumentalen Auftakt. Am 28. Juli 1984 wurde die Straße für den Autoverkehr gesperrt. Sie ist heute eine der zentralen Einkaufsstraßen Lissabons.